# Blowjob (cocktail)
Il blowjob o blowjob shot è un cocktail nato negli Stati Uniti composto da crema di whiskey, amaretto, liquore al caffè e panna montata e servito, usualmente, come chupito. Il nome blowjob, termine volgare inglese traducibile come pompino, deriva dall'aspetto cremoso della parte superiore dello shottino e dalla tecnica di consumo.

## Composizione

### Ingredienti
- 20 mL di crema di whiskey
- 10 mL di amaretto
- 10 mL di liquore al caffè
- Topping di panna montata

### Preparazione
Versare in un cicchetto l'amaretto e il liquore al caffè, stratificare sopra la crema di whisky e, infine aggiungere come topping, la panna montata.

## Descrizione
Il cocktail deve essere composto, secondo la tecnica layer, in tre strati: uno strato liquido ambrato composto dall'amaretto e dal liquore al caffè mescolati, uno strato intermedio cremoso marrone-dorato rappresentato dalla crema di whiskey e lo strato finale di panna montata. Tale stratificazione è resa possibile dalla diversa densità degli ingredienti. Il chupito viene spesso consumato tenendo le mani dietro la schiena e prendendo il bicchierino in bocca e reclinando la testa all'indietro. Un'altra modalità prevede che il bicchierino sia contenuto nella cintura di un individuo (solitamente un uomo) e bevuto simulando la posizione della fellatio.

## Varianti
Sebbene non sia ufficialmente codificato, la prima ricetta riportata in fonti ufficiali è quella contenente l'amaretto. Spesso infatti questo ingrediente viene rimosso, sebbene questo sia tecnicamente un cocktail diverso, il blow-mud. Le seguenti varianti dovrebbero, quindi, includere l'amaretto ma spesso ne fanno a meno. 
- Blow-mud: variante più comune, prevede la rimozione dell'amaretto
- Mexican blowjob (o Mamada): sostituisce il liquore al caffè con la tequila[7]
- Italian blowjob (o Pompino): prevede la rimozione del liquore al caffè
- Chocolate blowjob: il cocktail è versato in bicchieri di cioccolato edibili[8]

## Storia
L'origine del cocktail blowjob non è ben definita ma si sa che è nato nel periodo fra la fine degli anni ottanta e la metà degli anni novanta nell'ambiente delle feste di addio al nubilato statunitense.